# هويباخ
هويباخ (وورتمبرغ) (بالألمانية: Heubach) هي مدينة وبلدة ألمانية تقع في ألمانيا في بادن-فورتمبيرغ. يقدر عدد سكانها بـ 10,105 نسمة .

## المدن التوأمة
مدينة Laxou هي مدينة توأمة لـهويباخ (وورتمبرغ).

## أعلام
- هاينرش شميت
- ميخائيل براون